# Európa törpeállamainak turizmusa
Európa miniállamai a kontinens legkisebb területű országai. Közös bennük, hogy az adórendszere mindegyiknek nagyon kedvező, ezért a tőkebefektetések kedvelt célpontjai. Szinte valamennyinek a turizmus hozza a legnagyobb profitot. S ebbe a körbe beletartozik a bélyegkiadás és a numizmatika is.

## Andorra

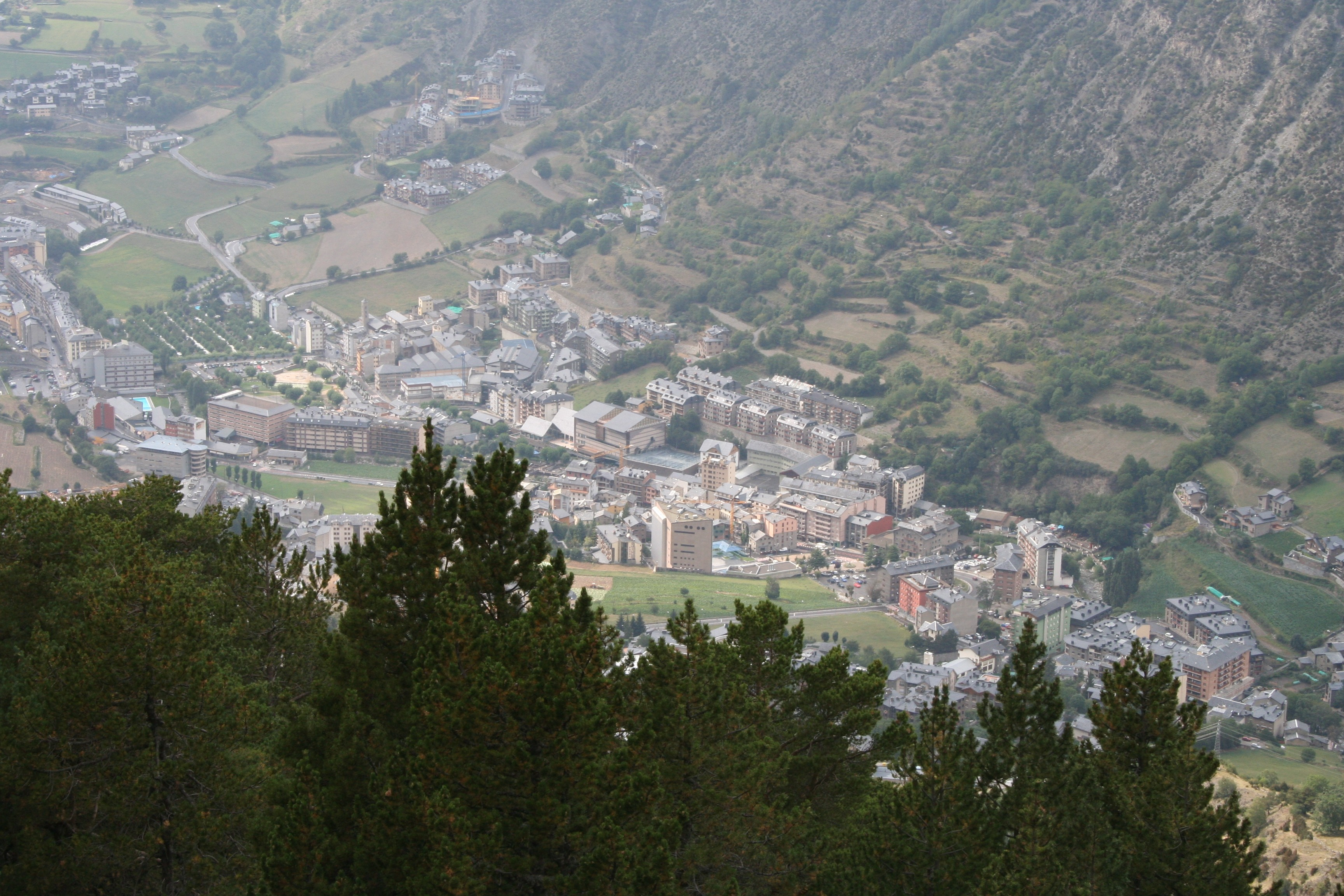
Andorra

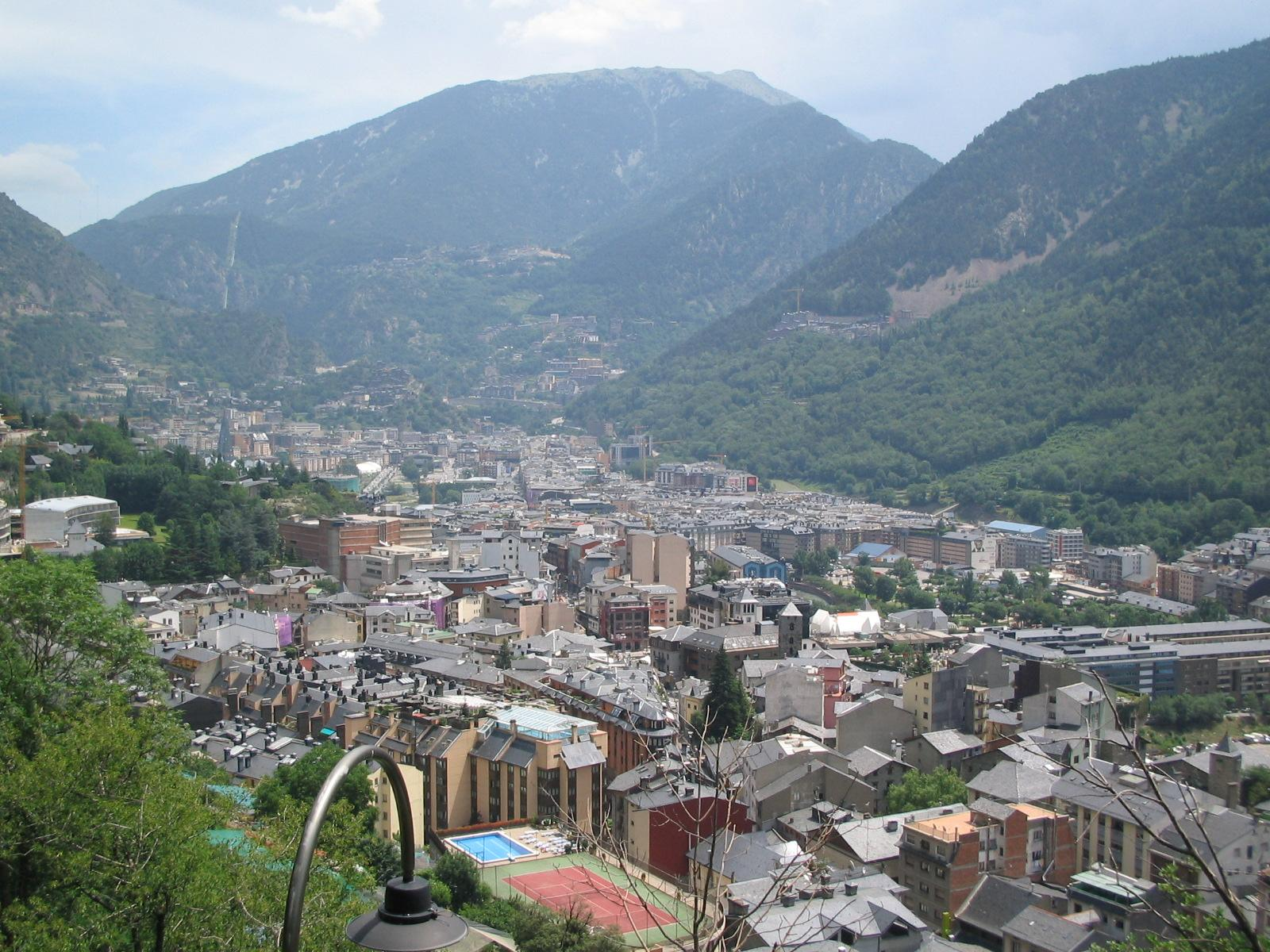
Andorra la Vella, a főváros

Az Ibériai-félsziget országai: Spanyolország, Portugália, Andorra és Gibraltár. A félszigetnek mind a négy országában a turizmus adottságai rendkívül kedvezőek. Andorra gazdaságában az idegenforgalom meghatározó. Az ország lakosságszámához képest viszonyított turistaérkezések számában az ország toronymagasan vezet az egész világon (Évente 120 turista/lakosonként).
Andorra Európa legnagyobb miniállama, amely a Pireneusok központi övezetében, a legmagasabb vonulatokban Franciaország és Spanyolország ölelésében helyezkedik el. A korábban szegénynek számító ország, ma elsősorban a turizmusból él, magas életszínvonalon. Főként a bevásárlóturizmusa jelentős. A magashegységi turizmusa óriási télen a sízés, nyáron az alpinizmus és a trekking. A hegyekben még megtalálható a hagyományos paraszti gazdálkodás. Az ősi kis falvak kis templomukkal, középkori hídjaikkal. A kétnyelvű (katalán és francia) miniállam fővárosa, Európa legmagasabban fekvő fővárosa Andorra la Vella.
Turisztikai célpontok:
- Andorra la Vella (1029 méteren) az ország fő városa. Legjelesebb épületei: a parlament és törvényszék épülete. A 14. században családi erődítmény volt, majd 1580 óta működik benne a tanács (Conseil). A tanácsteremhez tartozó kápolna a csodatévő urgeli püspök tiszteletbeli helye. A Szent István vértanúról elnevezett 12. századi templomrész lombard stílusú. A városka határában álló 13. századi híd kőkeresztje az 1278-as egyezményre itt adták áldásukat a pápai követek.
- Les Escaldes: település kénes gyógyvízzel rendelkezik.
- Le Bons ősi 13. századi kastélyának birtoklása váltotta ki a vitát urgeli püspöke és Foix grófja között.
- Meritxell szentélyét tartják az állam legnagyobb tiszteletű egyházi épületének. Egy legendás papucsos Madonna szobor van itt a 10. századból, amelyhez 1873 óta minden évben Mária (szept. 8., Szűz Mária születése, azaz Kisasszony) napjára ide zarándokolnak a hívők.
- A legjobb síparadicsomok Solden (1825 méter) A félsziget legmagasabban lévő települése, Perignan-ban találhatók a legkiválóbb síterepek, El Pas de la Casa szintén pazar síterep az Envira-hágó mellett. Franciaország felé átjáró illetve a francia bevásárló turizmus színhelye.
- Ordino közösség 19. századi vashámora érdemel említést, ami ma már múzeum.
- La Cortinada 12. századi templomának 18 méter hosszú és 800 éves freskója viszonylag új szenzáció.

## Liechtenstein

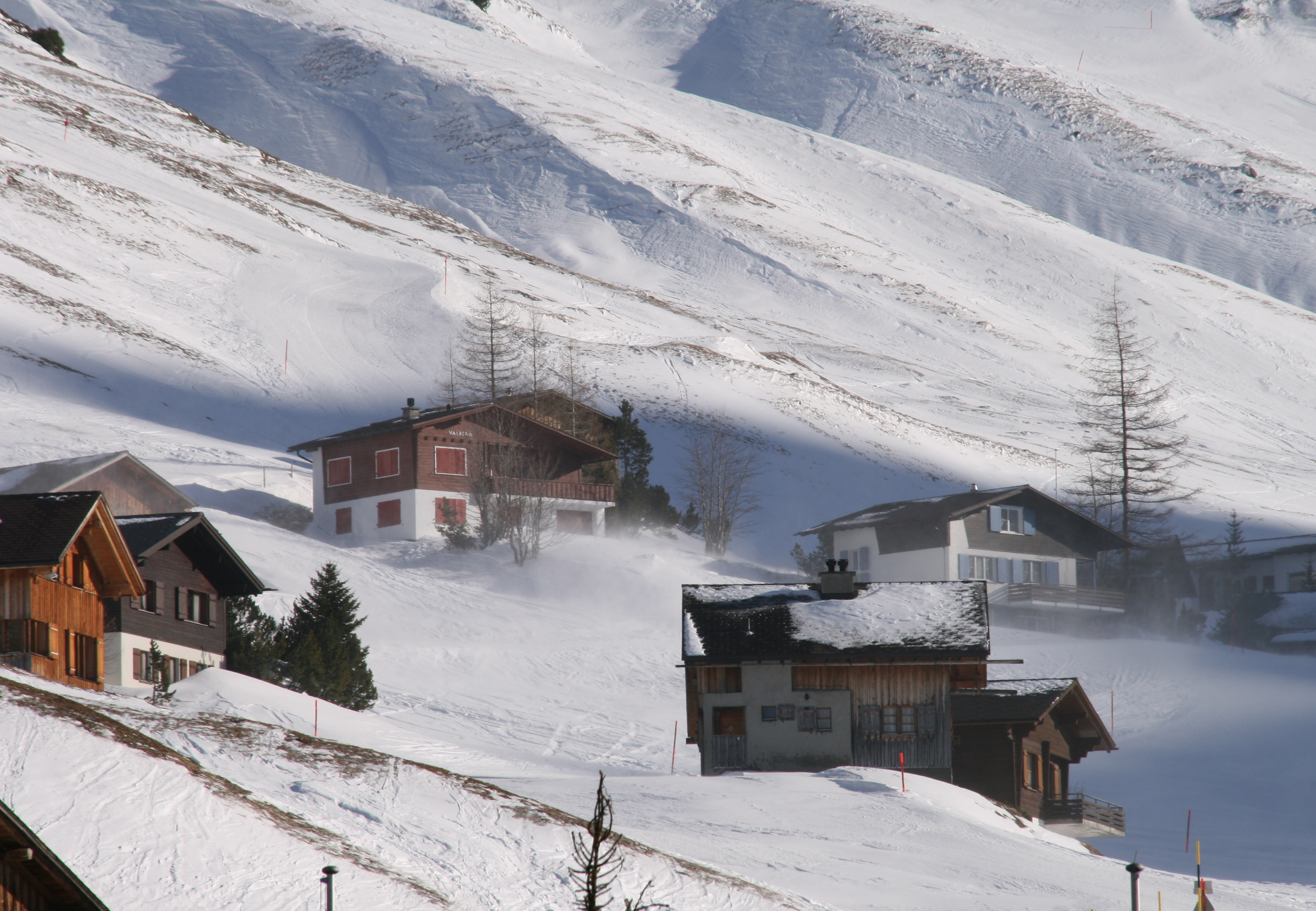
Síterep Malbunban

Az Alpok nyolc ország területét érinti: Ausztria, Németország (Bajorország), Liechtenstein, Svájc, Franciaország, Monaco, Olaszország és Szlovénia. Mivel az ország miniállam, turizmusát értelemszerűen nem jegyzik a világranglistán, de gazdaságában a turizmus meghatározó ágazat.
A világ egyetlen országa, amely egy család nevét őrzi. Az első világháború végéig az Osztrák–Magyar Monarchiával volt vámunióban, s mint vesztes államra hasonló rendelkezések vonatkoztak, mint Ausztriára és Magyarországra. Azóta Svájccal létesített vámuniót, s az egykori szegény hegyvidéki ország egy svájci kanton benyomását kelti a Rajna jobb oldalán.
Turisztikai célpontok:
- Vaduz az ország fővárosa. Sokáig az állomásán meg sem álltak a nemzetközi vonatok. Megtekintésre érdemes a 12. századi hercegi várkastély, amely egy sziklaorom tetején áll, tele műkincsekkel a 16. század óta. A parlament és a kormányépülete a 19. századvégi német szecessziós hangulatú. A bélyegnagyhatalmak közé tartozó hercegség különleges gyűjteménye 1930-tól a Postamúzeumban látható. Az államnak ma is kiemelkedően jövedelmező a bélyegkiadása.
- Schaan az egyedüli település, mely a fővárossal egybeépült. Valójában ipari negyed. A római kori castellum és a megmaradt kapuszárnya a 4. században uralkodó Valentinianus császár korából való.
- Téli és nyári sportturizmusa jelentős. Az ország alpesi síbirodalma a 2000 méteres magasságban lévő Steg és Malbun környékén van.
- A hercegségben a római katolikus vallás az államvallás. Jelentős turisztikai vonzerőt képeznek a vallási eredetű ünnepek (Nagyböjt első vasárnapjára eső Tűzrakás ünnepe, a Kormos csütörtök és az úrnapi körmenet).

## Monaco

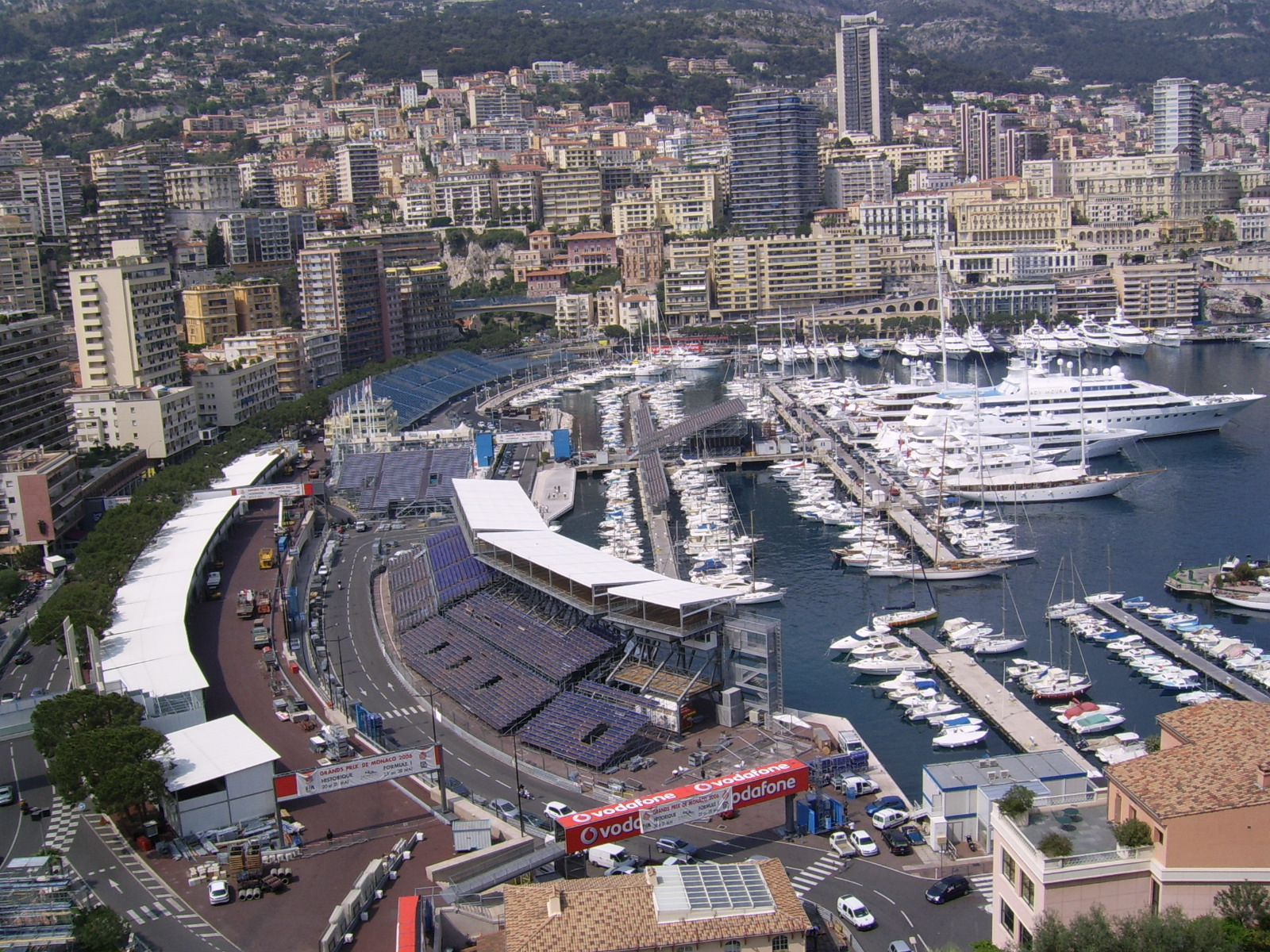
A monacói Formula–1-versenyek színhelye

Monaco hercegsége apró városállam, a világ második legkisebb országa, amely Franciaország és a Földközi-tenger közé ékelődik a Riviérán, más néven a Côte d'Azur-ön (Kék part). Egyedül Franciaországgal határos és vele van vámunióban.
A kiemelkedő turisztikai ágazat fő jövedelemtermelői: a hercegi palota, a kaszinó, a tengerparti luxus üdülőövezet, az érme- és bélyegkibocsátás és legújabban a Formula 1-es versenyek monacói futama.
Turisztikai célpontjai:
- a hercegi palota: a tengerbe nyúló félsziget 60 méter magas sziklaszirtjén áll. Belsejében igen gazdag a Héraklész-galéria. Látványos a Trónterem, a Tükörfolyosó, és több különböző szalon. A Napóleon Múzeum a császár tiszteletét árasztja. A monacói katedrális egy 13. századi gótikus templom helyén a 20. század második felében készült el neoromán stílusban. A hercegi család több tagja is itt van eltemetve. A nemrég elhunyt III. Rainer herceg és 1982-ben meghalt felesége Grace Kelly, a híres színésznő sírlapjánál, különösen sokan tisztelegnek.
- monte-carlói kaszinó: III. Károly herceg tiszteletére kapta nevét 1886-ban. Itt működött 1856 óta a Casino őse. Időközben már a harmadik épületébe került a szerencselovagok és játékosok európai fellegvára.
- Oceanográfiai Múzeum (1906): szenzációja a mélytengeri akváriuma
- Botanikus Kert (Jardin Exotique)
- St. Nicholas Katedrális
- a Monacói Herceg Autógyűjteményének Kiállítása
- a múzeumok
- évente a Formula–1-es verseny monacói nagydíja
- tengerparti üdülés

## Málta

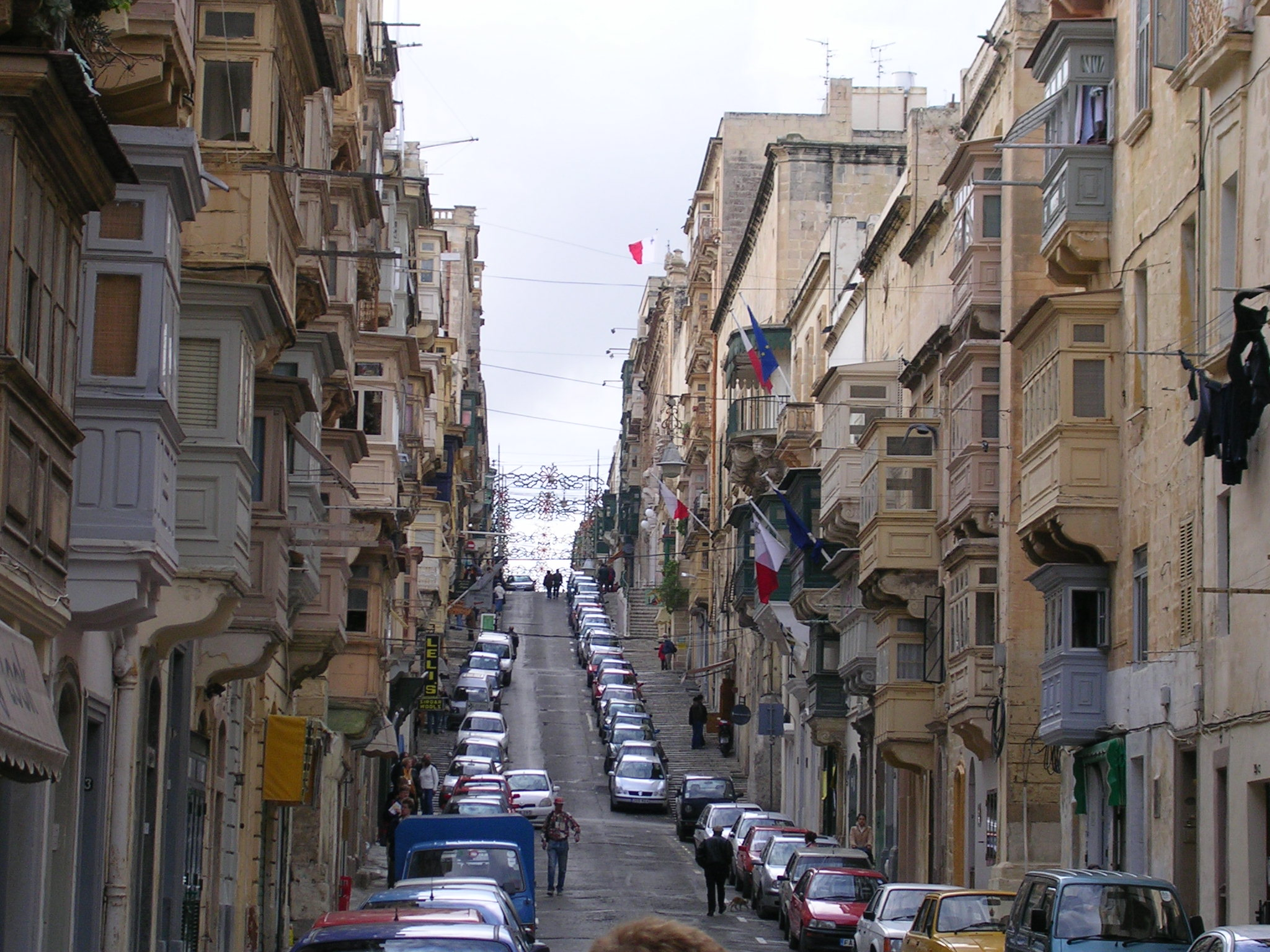
Vallettai látkép

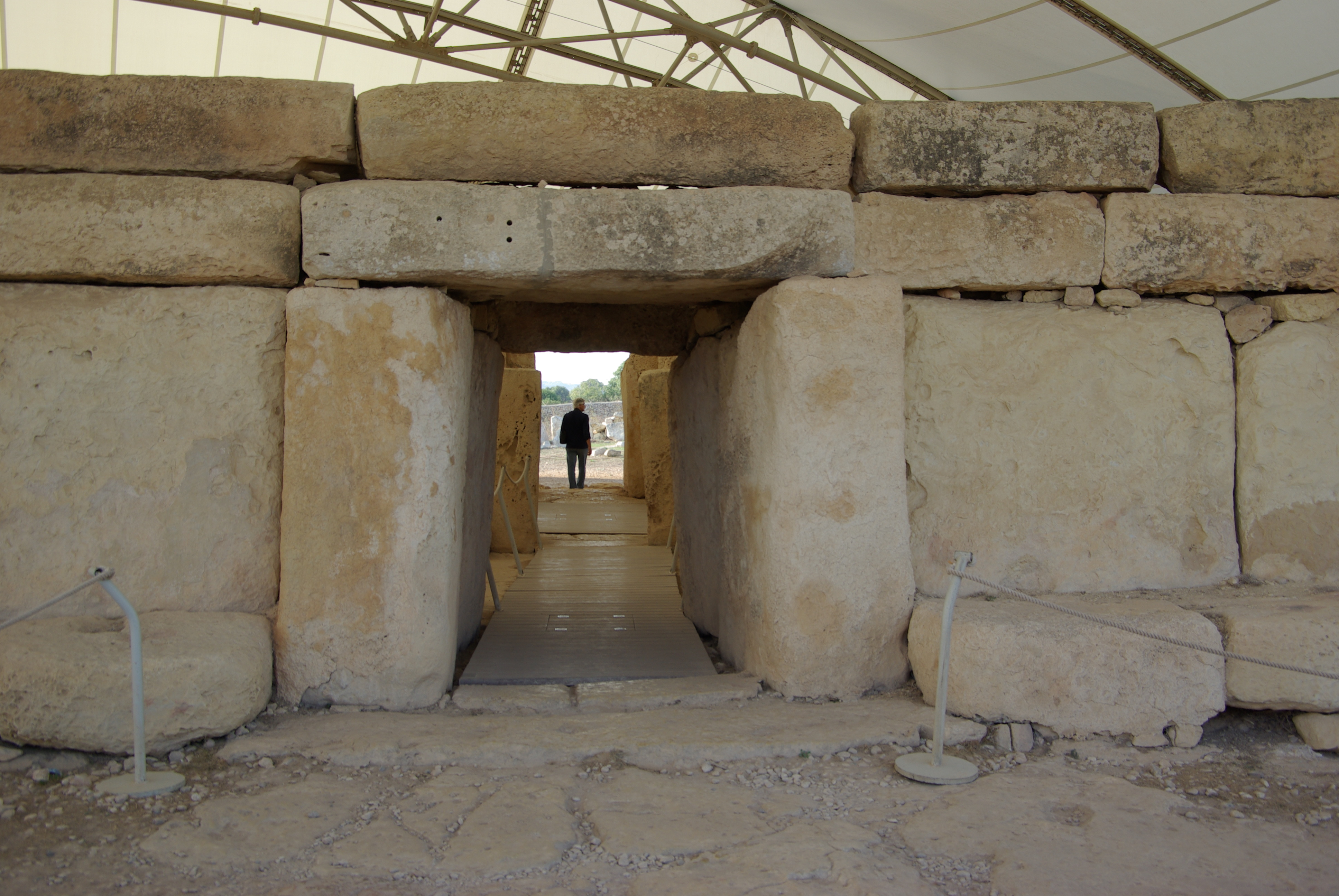
Megalitikus romok: Ħaġar Qim

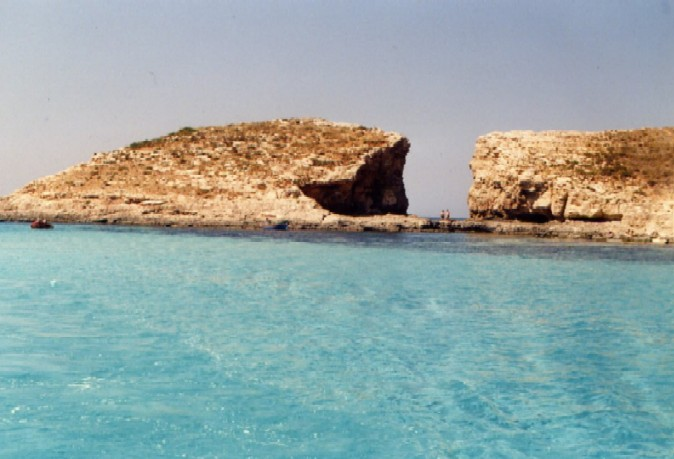
A kék lagúna

Málta szigetcsoportja Európa és Afrika között a Földközi-tenger közepén helyezkedik el. A három lakott (Malta, Gozo és Comino) és több lakatlan szigetből álló ország az elmúlt évtizedekben vált a turizmus célpontjává. A nagyrészt lapos mészkőszigetek látványos és üdülésre alkalmas tengerpartokkal is rendelkeznek. Legszebb része Máltán a Kék barlang, Gozón az Azúr ablak. Ezenkívül fontosak a történelem előtti emlékek (Málta megalitikus templomai), ezek, valamint afőváros, Valletta belvárosa világörökségi emlékek. Régi fővárosa, Mdina kulturális turizmusa, a hangulatos halászfalvak is említést érdemelnek. Gozo sziget központja Rabat, angol nevén Victoria. Az ország turizmusának pozitívuma a jó közbiztonság.
Turisztikai célpontok:
- Valletta, a főváros az 1566-os nagy török ostrom után épült. A Szent János Lovagrend 48. nagymestere, a francia származású Jean Parisot de La Valette alapította. A lovagok hatalmas palotákat kezdtek építeni, ezek közül kiemelkedik az 1568–74 között épült 95 méter hosszú kétemeletes
- Nagymesteri Palota: Termeiben a leghíresebbek közé tartozó fegyver- és páncélgyűjtemény látható. A különböző nagymesterek termei túldíszítettek. Világhíres az egzotikus tájakat ábrázoló 10 darab gobelin. A nagy tanácsteremben van a nagymesteri trón, falain pedig 12 freskó állít emléket a törökök elleni küzdelemnek. Híres a lovagi díszudvar is.
- Szent János-társkatedrális: 1573 és 1577 között épült, ez egyben a Máltai Nemzeti Panteon. A mennyezeti freskókat Mattia Preti készítette és Szent János életének 12 epizódját jelenítik meg. Az oratórium világhírű oltárképét Caravaggio készítette Szent János lefejezése címmel.
- A Botanikus kert a Vallettához közeli Floriana ékessége.
- Szent Pál-öböl: a sziget legszebb partszakaszainak egyike. Az itteni Szent Pál-templom annak emlékére épült, hogy a közeli szigeten szenvedett hajótörést Pál apostol.
  - Buġibba az öböl jelentős nyaralóhelye. Folyamatosan növekszik.
  - Mellieħa területén bronzkori lakóbarlangot és egy 11. századi Szűzanyát gyermekkel a karján ábrázoló sziklarajzot találtak.
  - Mosta: a fősziget központjában álló dómjának kupolája 53 méter átmérőjű.
- Mdina, „a csendes város”, 1530-ig Málta fővárosa volt. A hangulatos városba az Oroszlános kapun keresztül lehet bejutni. A 17. század végi katedrálisán és annak értékes múzeumán túl a vele már összeolvadt Rabatban a 4. századból való katakombák, valamint az i. e. 1. századból való római épület mozaikdíszei láthatók.
- a megalitikus templomok Málta különlegesen értékes emlékei. A 4500-5500 éves építmények csak a laikusok számára tűnnek kőhalmaznak. A látnivalók legértékesebbjei: Tarxien, Ħal Saflieni-i hipogeum, Ġgantija, Ħaġar Qim és Mnajdra.
- Qrendi látványossága a közeli „Kék barlang”. A tengerparti, hajóval átjárható sziklák között, a fénytörés játékaként különösen kék a tenger.

A másik sziget, Gozo fővárosa Rabat. Az eredeti föníciai erődítmény helyén áll a Citadella, legmagasabb pontjáról jól belátni a vidéket. Katedrálisa a 17–18. században épült.
- A Régészeti Múzeum a neolit kori kerámiáktól kezdve mutatja be a sziget régészeti emlékeit. A sziget északi részén cseppkőbarlangok és a már említett Ġgantija templomegyüttes találhatók. A sziget legfőbb fürdőhelye a Ramla-öböl, amely homokos tengerpartján túl azzal dicsekszik, hogy a helyi hagyomány szerint szép kilátást nyújtó sziklaszirtje alatt van Kalüpszónak, az isteni úrnőnek Homérosz Odüsszeiájában említett barlangja.

## San Marino

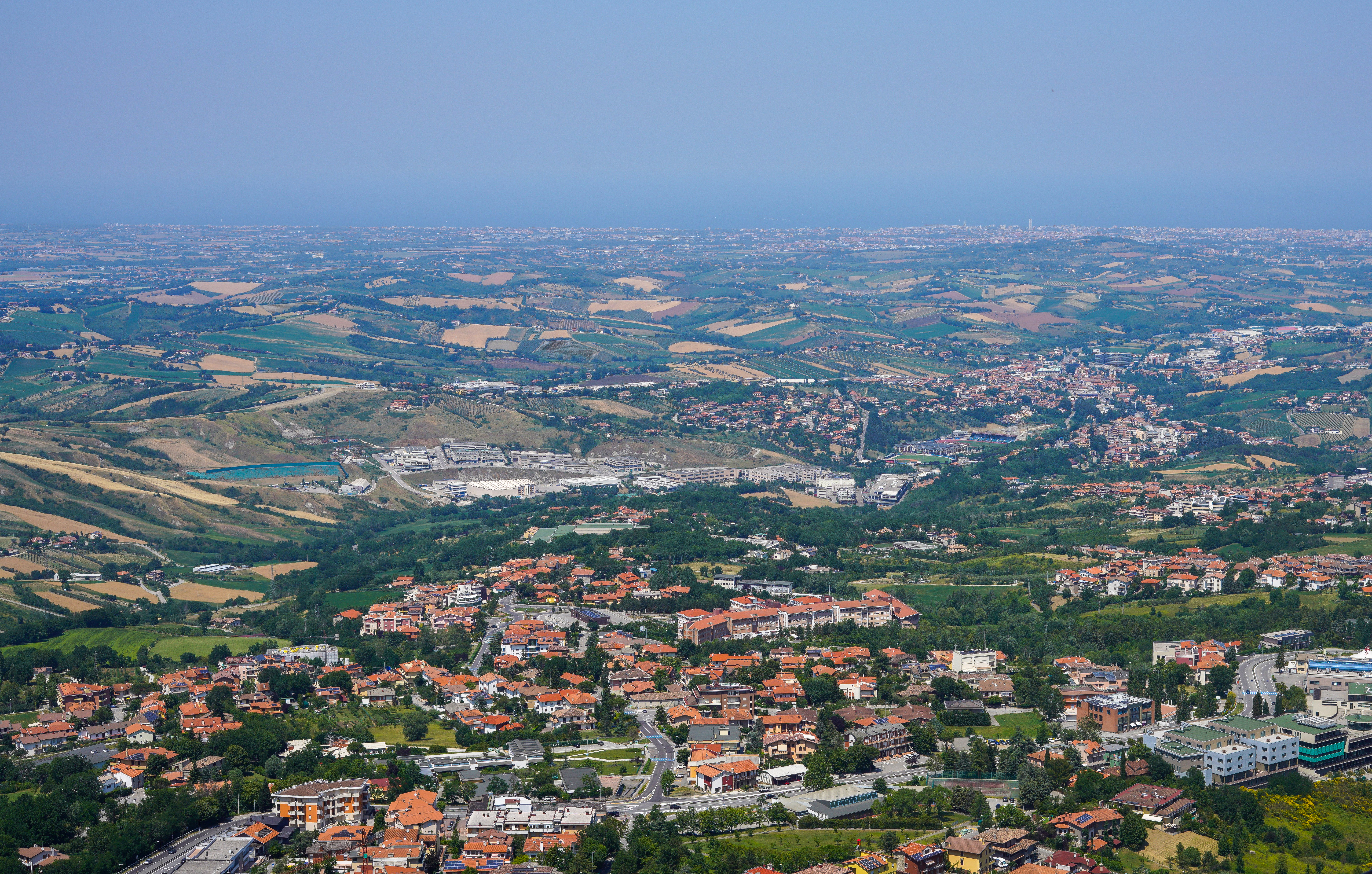
San Marino látképe a kastélyból

San Marino a világ legrégibb és legkisebb köztársasága, területét teljesen körülveszi Olaszország, a Titán-hegy oldalába beágyazódva helyezkedik el. A nyolc településből álló miniállam gazdaságában meghatározó szerepe van a turizmusnak, a nemzeti jövedelem kétharmadát adja. A bélyegkiadása további 10%-ot jövedelmez. Az olasz államtól további támogatást kap a közös vámunióból adódó veszteségek kompenzálására, Kultúrtörténeti emlékei említésre méltóak, bevásárló turizmusa jelentős.
Turisztikai célpontok:
- Légvonalban 10 km-re van az Adriai-tengerparttól. Elsősorban a közeli Riminiből érkeznek a kirándulók. A vásárláson felül a fő célpont a főváros: San Marino hármas fallal körülvett, központi, három részből álló erőd (a Rocca). A 13. századi első vár, amit 300 év múlva átépítettek,
- Az Óváros Szt. Ferenc kapujánál áll a San Marino[1] tiszteletére 1361-ben alapított kolostor, ma múzeum és képtár
- a kapucinus templomban és kolostorban hirdette ki Garibaldi, hogy feloszlatja a sereget,
- kormányzati palota, amely 1894-ben épült szögletes szárnyú, palotaszerűen, azon a helyen, ahol a mindenkori közösségi központ volt,
- Szabadság-szobor, ami egy koronás nőalak.[2]
- a főtemplomban őrzik az ezüstből és aranyból készült hermákban Szent Marino koponyacsontjának darabjait.

## Vatikán

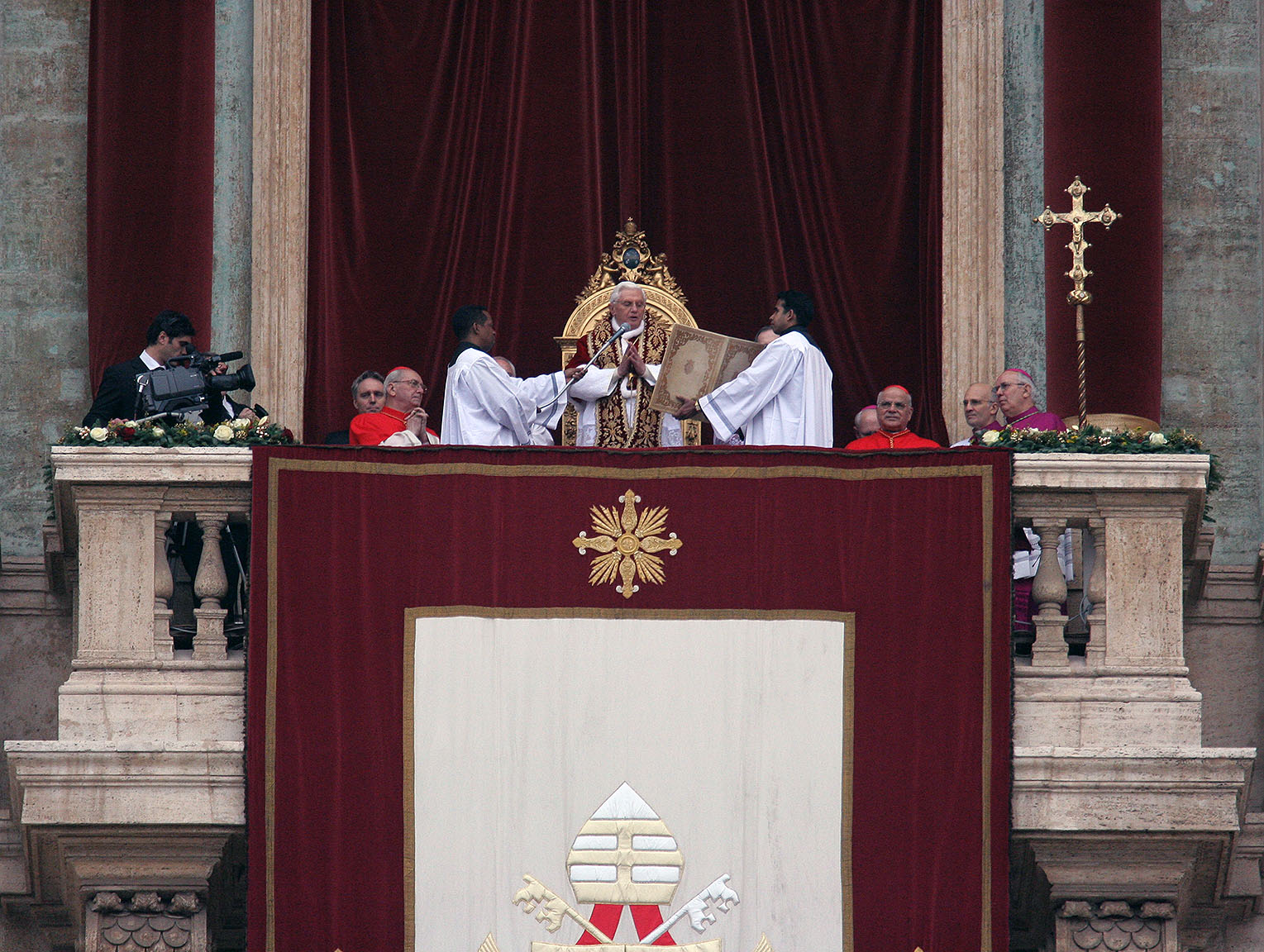
XVI. Benedek pápa 2008. évi Urbi et Orbi áldása

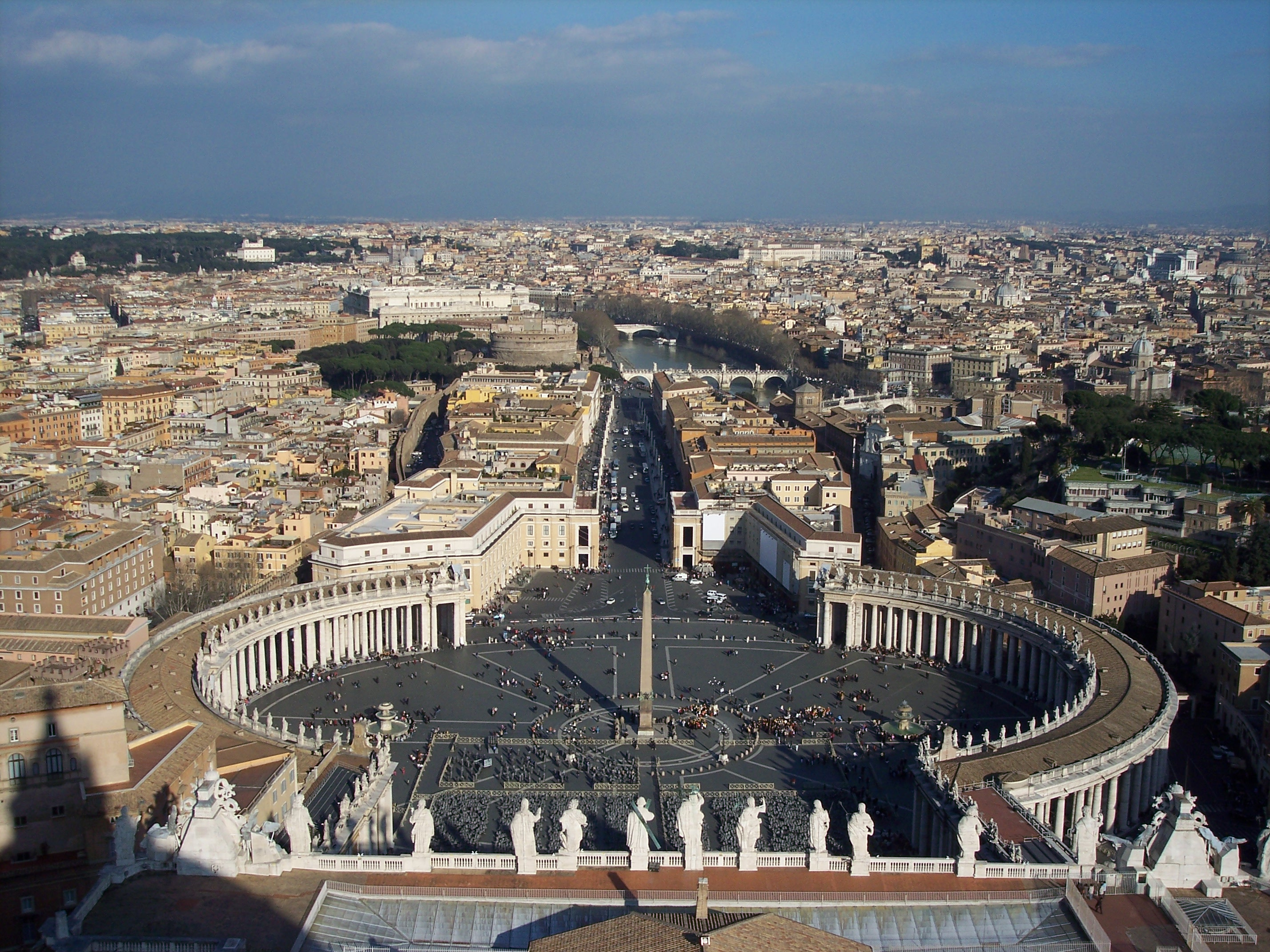
Kilátás a Vatikánból a Szt.Péter térre

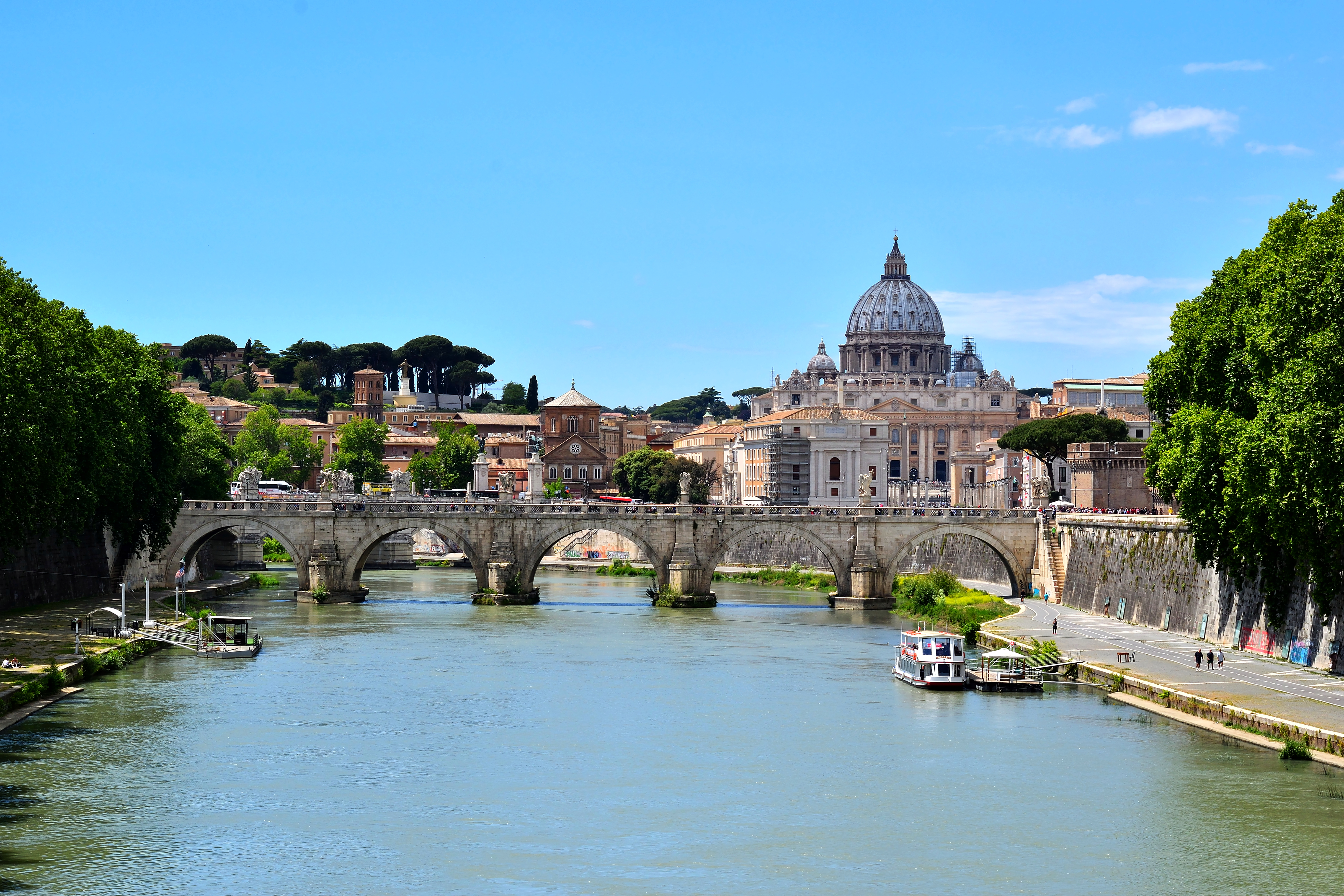
Vatikánváros látképe

Vatikán (másként Vatikánváros) a katolikus egyház központi kormányzata, egyben teokratikus választói monarchia. A Vatikán a legkisebb független állam a világon. Lakossága kevesebb mint 1000 fő, területe kb. fél Margit-szigetnyi. Olaszország fővárosa veszi körül, igazából Róma egyik városrésze, A Tevere-folyó nyugati partján. A Vatikán szolgál az Apostoli Szentszék függetlenségének biztosítékául. Vezetője a mindenkori pápa, Péter apostol utóda, aki az első pápa volt.
Olaszországban több birtoka és jelentős pénzintézetei is működnek. Saját egyeteme, telekommunikációs rendszere és vasútállomása (a Stazione di Città del Vaticano) is van. Évente több millió turista keresi fel. A zarándoklaton túl megismerkedhet a világhírű gyűjteményeivel.
Turisztikai célok:
- Szent Péter-bazilika:

A katolikus világ egyházi központjának legfőbb szentélye a Szent Péter székesegyház. Helyén Péter apostol sírja fölé Nagy Konstantin építtetett egy öthajós bazilikát. 1506-tól D. Bramante tervei szerint alakították illetve építették át. A közelmúltig a világ legnagyobb templomának, a pápai székesegyháznak a területe 15.160 m². A kupolájának a magassága 132,5 méter és 44 oltára van.
1626. november 18-án VIII. Orbán pápa avatta fel a templomot. A legnagyobb művészi értékei: Bramante, Raffaello, Sangallo, Michelangelo és Bernini mestereknek köszönhető.
- Sixtus-kápolna:

A kápolnát, a római pápák házi kápolnáját IV. Szixtusz pápa idejében 1473-81 között építették. Belsejében az Ó- és Újszövetség jeleneteit több mester, míg a mennyezetét teremtéstörténetét, valamint a nagy prófétákat és a szibillákat Michelangelo alkotta mesterien 1508 és 1512 között. Később az Utolsó ítéletet alkotta meg.
- Vatikáni Múzeumok:

Felbecsülhetetlen értékű, világhírű gyűjteménnyel rendelkeznek: Museo-Pio-Clementinóban szoborgyűjtemény van. A Chiamonti gyűjteményben túlnyomórészt római kori anyag van. A belvederei gyűjteményben található a híres Laokoón-csoport szobra, a Museo Profanóban Caracalla termáinak romjai vannak kiállítva.